# Ain't Got No Home
"Ain't Got No Home" es una canción escrita y grabada originalmente por el cantante y pianista estadounidense de rhythm and blues Clarence "Frogman" Henry. Fue lanzada como sencillo en los Estados Unidos el 15 de diciembre de 1956. El primer verso de la canción se canta con voz de hombre, el segundo con falsete y el tercero imitando a una rana.
En los Estados Unidos, la canción alcanzó el número 3 en una de las listas de R&B de Billboard y el 20 en la lista pop de Billboard, el Top 100.

## Historia
Clarence Henry utilizó su graznido característico para improvisar la canción "Ain't Got No Home" una noche de 1955. El A&R de Chess Records, Paul Gayten, escuchó la canción e hizo que Henry la grabara en el estudio de Cosimo Matassa en septiembre de 1956. Inicialmente promovida por el DJ local Poppa Stoppa, la canción finalmente ascendió al número 3 en la lista nacional de R&B y al número 20 en la lista pop de EE. UU. La forma de cantar en esta canción le valió a Henry su apodo de "Frogman" e impulsó una carrera que perdura hasta el día de hoy.
La canción fue el primer gran éxito lanzado en Argo Records, sello subsidiario de la compañía discográfica Chess Records.
Fue utilizado en la película de 1987 The Lost Boys y en la película de Martin Scorsese de 1995 Casino .
La canción está clasificada no. 98 en la lista de la revista NME de las 100 mejores canciones de la década de 1950 .

## Versiones
La canción ha sido versionada por muchos artistas, incluidos The Band, Suzi Quatro, Buddy Holly, New York Dolls y Jackie Edwards . En la versión de Rod Stewart de la canción "Some Guys Have All the Luck", Stewart incorpora el estribillo vocal de "Ain't Got No Home" como homenaje. La canción era una de las favoritas de Madeline Kahn, quien la interpretó en Saturday Night Live el 16 de diciembre de 1995. Steve Miller incorpora algunas de las líneas vocales de la canción en la pista "Just A Little Bit" de su álbum Born 2B Blue de 1988.